# تفسير ابن برجان (كتاب)
تفسير ابن برجان، من تأليف عبد السلام بن عبد الرحمن، المعروف بابن برَّجان، كان من أهل المعرفة بالقراءات والحديث والتصوف والزهد، ماتت سنة (536هـ). واسم كتابه تنبيه الأفهام إلى تدبر الكتاب الحكيم، وتَعَرُّف الآيات والنبأ العظيم. ومن ميزات هذا الكتاب خلو تفسيره من الاستطراد أو ذكر ما لا أثر له في التفسير، وأنه يهتم بتفسير القرآن بالقرآن، ويحمل الآية على نظائرها في الآيات الأخرى في القرآن، وقد يقارن معاني الآيات فيقدم الأوضح منها في المعنى فيختاره، ويعتمد التفسير الوارد في السنة وأقوال الصحابة والتابعين.
ومن منهجه في تفسيره أنه يشرح الآيات الغريبة بمنهج مختلف يتميز به، فييبدأ بذكر البسملة، ثم اسم السورة، ثم يشير إلى كونها مكية أو مدنية، وعدد المنسوخ فيها، ثم يبدأ بتفسيرها.

## اسم كتابه في التفسير
تنبيه الأفهام إلى تدبر الكتاب الحكيم، وتَعَرُّف الآيات والنبأ العظيم. وهو غير الكتاب الآخر الذين ينسب إليه مع اختلاف في سنة وفاته، قيل: توفي (627هـ) واسم الكتاب: الإرشاد في تفسير القرآن، ، وهو تفسير كبير.
في مجلدات، ذكر فيه ابن برجان من الأسرار والخواص ما هو مشهور فيما بين أهل هذا الشأن، وقد استنبطوا من رموزاته أمورا، فأخبروا بها، قبل الوقوع.

## مميزات تفسيره
1. يخلو تفسيره من الاستطراد أو ذكر ما لا أثر له في التفسير، ومن ذلك: أنه يشير إلى معنى الحديث لا لفظه.
2. يهتم بتفسير القرآن بالقرآن، ويحمل الآية على نظائرها في الآيات الأخرى في القرآن، وقد يقارن معاني الآيات فيقدم الأوضح منها في المعنى فيختاره.
3. يعتمد التفسير الوارد في السنة وأقوال الصحابة والتابعين.
4. يميل كثيرا إلى بيان صحة الحديث وثبوته، وقد يرد القول الذي عليه شاهد من الأحاديث لعدم ثبوته.
5. أكثر ثلاثة علوم يوظفها في تفسيره: علم التفسير وعلم الحديث وعلم الأصول، مما يبين قيمة كتابه وأهميته.
6. لم يذكر من المسائل الفقهية إلا الشيء اليسير.
7. لم يذكر المناسبات بين السور إلا نادرا، وقد يذكر المناسبات بين الآيات.
8. يهتم بذكر القراءات في كتابه ويوردها كثيرا، وينسب القراءات إلى الصحابة والتابعين، ولا ينسبها إلى القراء السبعة ومن بعدهم.
9. يهتم بالمعاني الدقيقة في تفسيره، بل يتميز بذكر معانٍ لم يُسبق إليها.
10. يذكر أغراض السورة ومحاورها.
11. يذكر بعض الإشارات التي يستعملها أهل التصوف.[5]

## منهجه في تفسيره
1. يشرح الآيات الغريبة بمنهج جديد مختلف عمن سبقه.
2. أسلوبه في الكتاب يحتاج إلى دربة وممارسة وعناية بمنهجه في الكتابة.
3. يبدأ بذكر البسملة، ثم اسم السورة، ثم يشير إلى كونها مكية أو مدنية، وعدد المنسوخ فيها، ثم يبدأ بتفسيرها.
4. يقسم الآيات في السورة إلى جمل يذكر معناها دون استطراد.
5. يورد القراءات وأوجه اللغة ولا يتوسع فيها كثيرا.[3]